# 島津久季
島津 久季（しまづ ひさすえ、寛文元年8月18日（1661年9月11日） - 享保19年7月26日（1734年8月24日））は、江戸時代中期の薩摩藩士、加治木島津家第3代当主。
幼名は虎助。通称は内匠、兵庫。初名は久住。

## 略歴
寛文元年（1661年）8月18日、江戸芝藩邸で、藩主世子島津綱久の次男として生まれる。寛文11年（1671年）、加治木島津家島津久薫の養子となる。
正徳2年（1712年）、嫡男の久連が死去する。享保14年（1729年）、藩主島津継豊の次男の善次郎（久門）を養子に迎える。享保17年（1732年）、隠居して家督を久門に譲る。享保19年（1734年）7月26日没。享年74。

## 人物
和歌に秀で、正室、嫡男久連と共に歌を残している。

## 系譜
- 父：島津綱久
- 母：真修院 - 松平定頼の長女
- 養父：島津久薫
- 正室：頴娃久甫（左京）の娘
  - 嫡男：島津久連
- 養子：島津久門 - 島津継豊の次男